# معارك كفار داروم
تشير معارك كفار داروم إلى عدد من الاشتباكات العسكرية في 1947-1948 بين الهاجاناه اليهودية ومختلف القوات العربية في حرب 1948 بين العرب وإسرائيل، في كيبوتس جنوب كفار داروم. دارت أبرز المعارك في 13-15 - 5 - 1948 بين البلماح والجيش المصري، بما في ذلك وحدات الإخوان المسلمين. دافع حوالي 30 إسرائيليًا عن الكيبوتس وصمد أمام العديد من الهجمات.
وبينما لم تنجح الهجمات المصرية، أدى حصارهم إلى إخلاء أعضاء الكيبوتس من الكيبوتس في 8 - 6 - 1948، بعد أن كانت محاولات إعادة الإمداد براً وجواً من قبل لواء النقب الإسرائيلي والقوات الجوية الإسرائيلية غير كافية أو فشلت بالكامل. اقتحمها الجيش المصري في اليوم التالي ليجدها فارغة.

## خلفية
كان كفار داروم في الأصل بستانًا للفواكه أنشأه عام 1930 من قبل مزارع الحمضيات توفيا ميلر، ويقع بعيدًا عن بقية السكان اليهود في فلسطين الانتدابية. تم تدميره في الثورة العربية 1936-1939 في فلسطين. أعيد تأسيس القرية كجزء من 11 نقطة في النقب، استجابة لخطة موريسون–غرادي لتقسيم فلسطين. في 6 - 10 - 1946، غادر أوليم الجديد بئروت يتسحاق ليؤسس كفار داروم وبئيري وتكوما. كانت كفار داروم في موقع استراتيجي على الطريق الساحلي الذي سيستخدمه المصريون لاحقًا كطريق رئيسي للتقدم والإمداد.

## حرب فلسطين 1947-1948
بينما كانت جميع القرى اليهودية في النقب معزولة إلى حد ما وبالتالي فهي أهداف سهلة نسبيًا، خلال حرب فلسطين في فلسطين الانتدابية، تحملت كفار داروم العبء الأكبر من الهجمات العربية. تم إطلاق النيران الأولى على القرية في 7 - 12 - 1947. بحلول ذلك الوقت كانت القرية تحت الحصار وتطلب الأمر جهدًا عسكريًا لإدخال الإمدادات. تدهور الوضع وبحلول 4 - 1948، حاصرت كفر داروم بالكامل من قبل القوات العربية.
كانت أول محاولة عربية مهمة للاستيلاء على كفر داروم في 23 - 3 - 1948، عندما صد السكان المحليون 18 هجوماً منفصلاً. وسمع دوي إطلاق نار مرة أخرى في 8 - 4. في 10 - 4، شنت الكتيبة الأولى التابعة لجماعة الإخوان المسلمين بقيادة حسني الموسوي هجوماً على القرية، لكنها هُزمت مع سقوط عشرات الضحايا.
وكانت المحاولة التالية قام بها الإخوان في 10 - 5 تحت قيادة المقدم (بكباشي) أحمد العزيز. أرسل عزيز دوريات استطلاعية في 10 - 5، وفي اليوم التالي، هاجم القرية. كان يأمل في أن يؤدي قصف مدفعي لمدة ساعة واحدة إلى قتل أو إصابة معظم المدافعين، لكنه كان في الغالب بعيدًا عن الهدف وفشل في تدمير أي مبنى. تم صد ثلاث دفعات مشاة ومدرعات، حيث سُمح لهم بالاقتراب من سياج القرية دون مضايقة، وتم إطلاق نيران مركزة عليهم عندما فعلوا ذلك، مما تسبب في حدوث ارتباك. قُتل أو جُرح خبراء الألغام الذين كان من المفترض أن يخترقوا السياج الحدودي، ولم تستطع القوة التقدم أكثر من ذلك وتراجعت، مما أدى إلى مقتل 70 شخصًا. في كفار داروم، قتل أربعة وجرح أربعة، مما ترك ما مجموعه 25 قادرين على القتال.

## معارك 13-15 - 5
تجددت المعارك ليلة 12 - 5، عندما اخترقت فرقة مشاة من الإخوان المسلمين السياج الشرقي لكفار داروم. دخلوا في حقل ألغام وانسحبوا. اخترقت دبابة وحيدة البوابة لكنها اضطرت للتوقف عند خندق اتصالات. تم إحراقها بقنابل المولوتوف وانسحبت هي الأخرى. في ذلك الوقت، تم الدفاع عن الكيبوتس من قبل 30 عضوًا، من بينهم 20 جنديًا من البلماح من لواء النقب.
بعد محاولتي تعزيز قبل التدخل المصري فشل (إحداهما بسبب «تمرد» لقادة فرقة البلماح الذين رفضوا قيادة مجندين جدد)، وخطط لواء النقب لاختراق كبير بسرية معززة بعدة عربات مصفحة. كانت الخطة هي الاستيلاء على محلية البدو خربة ماعين ونقل قافلة إلى كفار داروم في ليلة 14-15 شهر 5. تم تأجيل الهجوم ولم تؤخذ خربة ماعين إلا عند الفجر. تحركت المركبات في وضح النهار إلى كفار داروم، لكنها تعثرت في الرمال على بعد كيلومترين (1.2 ميل) من القرية، وتعرضت لإطلاق النار من قوات الإخوان المسلمين. تم التخلي عن جميع المركبات باستثناء واحدة تمكنت من الوصول إلى كفار داروم كاملة. وصل العديد من جنود المركبات المهجورة إلى كفار داروم سيرًا على الأقدام، لكنهم نقلوا 39 جريحًا، مما جعل القتال أكثر صعوبة على المحاصرين. يجب الآن تقسيم حصص الغذاء والماء على عدد أكبر من الناس.
شن الجيش النظامي المصري هجومه صباح يوم 15 - 5. هاجمت قوات من الكتيبة الأولى تضم ثلاث دبابات وست عربات مصفحة و10 آليات أخرى وفرقة مشاة كفار داروم من محطة قطار دير البلح شمال غرب البلاد. وقد قوبلوا بنيران مضادة للدبابات وتراجعوا بعد إصابة دبابة واحدة. تقدم المشاة المصريون، لكن تم صدهم وفشلوا في اختراق المحيط. وبلغت الخسائر المصرية 70 قتيلاً و50 جريحًا. طوال الوقت، قامت الطائرات المصرية بقصف القرية. بعد أن أعيد تنظيم القوات البرية، قاموا بالتوجه الأخير لإنقاذ الجرحى الذين تركوا في الميدان، وتبع ذلك قصف مدفعي ثقيل على القرية.

## الحصار والإخلاء
بحلول الهدنة الأولى في 11 - 6، كانت كفار داروم محاصرة بالكامل وتحت حصار من قبل القوات المصرية. وجرت محاولات عديدة قبل وأثناء الهدنة، بما في ذلك عمليات الإسقاط الجوي لإيصال المواد الغذائية والإمدادات إلى القرية. لم يتدخل مراقبو وقف إطلاق النار التابعين للأمم المتحدة، ومنعت مصر الكيبوتس المحاصر من تلقي المساعدة، بما في ذلك قصف المناطق التي سقطت فيها عمليات الإسقاط الجوي، بحيث لا يمكن التقاطها. تمكنت قافلة من لواء النقب من دخول القرية، لكنها تعرضت لنيران مصرية عند محاولتها العودة. بعد ثمانية أيام، تمكنوا أخيرًا من نقل عدد قليل من الجرحى وإعادتهم إلى الخطوط الإسرائيلية.
في ظل هذا الوضع، طلبت لواء النقب الإذن بإخلاء كفار داروم. على الرغم من أنهم سيضحيون بأصل إستراتيجي (موقع يطل على الطريق الساحلي، الذي كان طريق الإمداد الرئيسي لمصر) وينحرفون عن المبدأ السائد في ذلك الوقت في إسرائيل بأنه لن يتم إخلاء أي مستوطنة، كان اللواء يرغب في تعزيز مواقعه، وكان كفار داروم عبئا كبيرا. وافقت هيئة الأركان العامة الإسرائيلية، وصدر أمر بمغادرة القرية في 8 - 7. وتم إخلاؤها تحت جنح الظلام مع كل الأسلحة الممكنة لحملها، بالإضافة إلى لفائف التوراة؛ تم تدمير الإمدادات الأخرى. هاجم الجيش المصري في 9 - 7 بالمشاة والدروع والمدفعية، لكنه فوجئ بإيجاد القرية مهجورة.

## ردود الفعل وعواقبها
رفع الموقف الأولي لكفر داروم في 13-15 - 5 الروح المعنوية لجميع القوات الإسرائيلية، حيث كان يعتبر أول موقف يهودي ناجح ضد الجيوش العربية الدائمة (سقط جوش عتصيون في يد الفيلق العربي في شرق الأردن قبل عدة أيام).
ظلت أرض كفار داروم تحت السيطرة المصرية بعد اتفاقيات الهدنة لعام 1949، وأصبحت جزءًا من قطاع غزة. ساعد بعض أعضاء الكيبوتس في تأسيس بني داروم عام 1949 بالقرب من أشدود اليوم. احتلت إسرائيل قطاع غزة في حرب الأيام الستة عام 1967، وفي عام 1970، تم بناء مستوطنة ناحال بجوار كفار داروم القديمة. تم إضفاء الطابع المدني عليها في أكتوبر 1989. في 18 - 8 - 2005، تم إخلاء كفار داروم كجزء من خطة فك الارتباط الإسرائيلية أحادية الجانب.